# ابن غنام
إسماعيل بن بدر بن محمد الأنصاري المعروف بابن غنام، من أهل قرطبة كان أديبًا فرضيًا، ومهندسًا مطبوعًا، ورجلا صالحًا سالمًا متسننًا، وله اشتغال أيضًا بالحديث. ذكره ابن بشكوال في الصلة، وقال توفي بأشبيلية سنة 418 وقد قارب التسعين.